# Hans-Otto Schumacher
Hans-Otto Schumacher (* 17. Februar 1950 in Grevenbroich; † 10. Juli 2024) war ein deutscher Kanute, der im Kanuslalom für die Bundesrepublik Deutschland antrat.

## Sportliche Laufbahn
Schumacher startete für den KC Grevenbroich. Er war siebenmal deutscher Jugendmeister, davon zweimal im Einer-Canadier. Im Erwachsenenbereich wurde er zusammen mit Wilhelm Baues 1970, 1972 und 1974 Deutscher Meister im Zweier-Canadier.  
Bei den Olympischen Spielen 1972 wurden erstmals olympische Wettbewerbe im Kanuslalom ausgetragen. Auf dem Augsburger Eiskanal siegten Rolf-Dieter Amend und Walter Hofmann aus der DDR vor Schumacher und Baues und den französischen Brüdern Olry. 
1973 belegten Schumacher/Baues bei den Weltmeisterschaften in Muotathal den dritten Platz hinter Jiří Krejza und Jaroslav Pollert aus der Tschechoslowakei und Klaus Trummer und Jürgen Kretschmer aus der DDR; in der Mannschaftswertung siegten Schumacher und Baues zusammen mit Michael Reimann und Olaf Fricke sowie Karl-Heinz Scheffer und Jürgen Steinschulte vor der Tschechoslowakei, die Mannschaft aus der DDR erhielt die Bronzemedaille. 